# ليلى أبو زيد
ليلى أبوزيد (من مواليد 1950)، هي كاتبة مغربية مقيمة في بالرباط. وُلدت في القصيبة، ودرست اللغة الإنجليزية بجامعة محمد الخامس بالرباط، حيث حصلت على إجازة، وانتقلت بعد ذلك إلى الولايات المتحدة الأمريكية للدراسة بجامعة تكساس في أوستن، واشتغلت بالترجمة والتأليف. بدأت حياتها المهنية كصحافية في التلفزيون، وعملت في عدة دواوين وزارية من بينها ديوان الوزير الأول. كتبت الرواية والقصة والسيرة النبوية والسيرة الذاتية وأدب الرحلة. وترجمت من الإنجليزية إلى العربية سيرة الملك محمد الخامس والسيرة الذاتية لـمالكوم إكس. تُرجمت أعمالها إلى الإنجليزية والألمانية والهولندية والإيطالية والإسبانية والفرنسية والمالطية والأردية.

## المسيرة المهنيّة

### العلاقة مع الفرنسيين
كان برنامج أبو زيد الإذاعي فريداً من نوعه، لأنه كان يُعرض باللغة العربية وليس بالفرنسية كما هي باقي البرامج في تلك الفترة التي كانت تبث بالفرنسية، لأن الراديو كان يُعتبر عملاً تجارياً، وكانت اللغة الفرنسية تُستخدم في الأعمال التجاريّة. كجزءٍ من برنامجها. قامت ليلى بترجمة سيناريوهات الأفلام إلى اللغة العربية، وقامت بقراءات درامية إحداها السيرة الذاتية الشهيرة لمالكولم إكس.، حيث قامت ليلى بترجمة هذا النص إلى اللغة العربية وقراءته بطريقة مسرحية على الهواء.
دفعتها قراءة كتب الآخرين إلى القيام بعملها الخاص بدلاً من ذلك. لا تزالُ حتى يومنا هذا ترفض ليلى استخدام الفرنسية، لأنها لغة غزاة وأجانب على حد قولها، وتستخدمُ العربية بٱعتبارها اللغة الرسمية للمغرب ولغة الإسلام. لا تزال أبو زيد التي تتحدثُ العربية والإنجليزية والفرنسية تستخدمُ اللغة العربية أساساً، لأنها لا تريد التوافق مع الثقافة الأجنبية التي سيطرت على بلدها. لا تُريد ليلى أبو زيد أن تُدافع عن ثقافة ليست جزءً منها كما ترى. بالنسبة لأبو زيد، أصبحَ استخدام اللغة الفرنسية خاضعاً للغزاة الذين لم يعودوا موجودين بعد الآن. وفي أحد فصول كتابها، شرحت أبو زيد رأيها في استخدام الفرنسية خلال سنوات دراستها تقول:
تُعرب أبو زيد عن ازدرائها للفرنسية، فحتى عندما كانت صغيرة وفي المدرسة كانت تكره الفرنسية. تُشدّد في رواياتها على كراهيتها للتعليم الفرنسي فتقول: «أشعر بالسوء تجاه مادموزيل دوز، حتى لو كانت فرنسية (الصفحة 6)». لدى أبو زيد أيضاً أسباب شخصية لكراهية الفرنسيين، فقد اعتقل الفرنسيون وعذبوا والدها لكونه من دعاة القومية المغربية، وفرضوا اللغة الفرنسية عليها. هذا يجعلها تكرهُ الفرنسيين منذ صغرها. إنها لا تُظهر أي كراهية للغات أجنبية أخرى مثل اللغة الإنجليزية، لأنها لم تسبب ضرراً لها شخصياً.

### عام الفيل
نُشر كتابها الأول بعنوان «عام الفيل» سنة 1980، ونشرته جامعة تكساس باللغة الإنجليزية عام 1989. تُرجم كتابها إلى الفرنسية عام 2005. اختارت هذا العنوان عام الفيل على اسم معركةٍ دينية مشهورةٍ في التاريخ الإسلامي، والتي حصلت في وقتٍ مبكّر، حيثُ جاء سرب من الطيور وألقى بالحجارة على فيلة العدو أبرهة الحبشي، مما دفع جيشه إلى الالتفاف والهرب. تُقارن ليلى أبو زيد هذه المعركة التاريخية بالمغاربة الذين يُقاتلون من أجل الاستقلال، لأنهم مجرد طيور مقارنة بالقوة العالمية الهائلة لحكامهم الفرنسيين.

### تعليم المرأة
في الفصل الأخير من كتابها، تتحدثُ ليلى عن فتاتين في فصلٍ مدرسي مكونٍ من 42 طالباً. من بين هاتين الفتاتين، تخرَّجت عائشة فقط، ما يعكس في هذا الكتاب كراهية النساء الموجودة في الحياة الحقيقية بالمغرب، حيث تقولُ ليلى أنَّ النساء غير متعلمات جيداً، ووجود امرأتين في الفصل كان نموذجياً ومقبولاً إلى حدٍ ما. كان أداء ليلى أبو زيد جيداً في المدرسة، وبشكل لم يكن متوقعاً. إذ يفترضُ الرجال في المدينة التي جاءت منها ليلى أنَّ النساء وُلدن بلا ذكاء (وهو ما يتناقض مع الأدلة العلمية). ثمّ تزدادُ الأمور سوءً بسببِ الحكومة الأبويّة؛ ففي دراسة أجريت عام 2009، سُجلت معدلات معرفة القراءة والكتابة في المغرب بنسبة 39.6٪ للنساء و65.7٪ للرجال و10٪ فقط للنساء من المناطق الريفيّة. بعبارة أخرى؛ النساء بالكاد يصرن متعلمات، وأغلبهنَّ لا يُجدن حتى القراءة، بينما معظم الرجال متعلمون كما تُؤكّد ليلى أبو زيد في كتابها.
يتطرقُ عمل الكاتبة المغربيّة ليلى إلى هوية الناس. في بداية رواية عام الفيل (بالإنجليزية: The Year of the Elephant)، تتجوَّل الشخصية الرئيسية في الشوارع بعد طلاق مدمر. وتقول وهي بالكاد تتمسك بإرادة الحياة: «لا أشعر بأي شيء. هل فقدت هويتي؟ (الصفحة 2)». طلاقها سلب منها شخصيتها وشعورها بذاتها بالكامل، ثم تطرحُ ليلى موضوع الهوية مرة أخرى في الفصل الأخير من كتابها فيما يتعلق بالمعلمة المفقودة مادموزيل دوز. كانت معلمة عائشة قد رُفضت من قِبل خطيبها. تصفها أبو زيد بأنها مجرد جسدٍ يظهر في الصف (الصفحة 6). يبدو أن كل الروح التي تُركت في جسدها قد غادرت، وبالكاد كان المعلم موجوداً كما ترى ليلى، التي تُركّز في الرواية على عائشة وكيف حدث هذا التغيير المفاجئ في شخصيّتها وتتساءل: «هل يُمكن أن تفقد هويتك كما لو كنت تستخدم بطاقة هوية؟ هل ينفجر جزء غير مرئي من الآلة فجأة ولا يًمكن إصلاحه؟»

## مؤلفاتها
كتاب: ممالك المغرب.

### روايات
- عام الفيل
- الفصل الأخير
- رجوع إلى الطفولة

### في الترجمة
- السيرة الذاتية مالكوم إكس (كتاب)
- محمد الخامس: منذ اعتلائه عرش المغرب إلى يوم وفاته (كتاب)

## مصدر
- Leila Abouzeid